# Západočeský krajský přebor 1978/1979
V soubojích Západočeského krajského přeboru 1978/79 (jedna ze skupin 5. nejvyšší fotbalové soutěže) se utkalo 14 týmů dvoukolovým systémem podzim – jaro. Tento ročník skončil v červnu 1979. 

## Výsledná tabulka
Zdroj:
| Poř. | Tým                        | Z  | V  | R  | P  | VG | OG | B  |
| ---- | -------------------------- | -- | -- | -- | -- | -- | -- | -- |
| 1.   | TJ Okula Nýrsko            | 26 | 14 | 8  | 4  | 45 | 17 | 36 |
| 2.   | VTJ Tachov „B“             | 26 | 15 | 5  | 6  | 58 | 30 | 35 |
| 3.   | SK Mariánské Lázně         | 26 | 15 | 4  | 7  | 48 | 29 | 34 |
| 4.   | TJ Dynamo ZČE Plzeň        | 26 | 12 | 6  | 8  | 48 | 37 | 30 |
| 5.   | TJ Lokomotiva Cheb         | 26 | 12 | 5  | 9  | 41 | 42 | 29 |
| 6.   | TJ Rokycany                | 26 | 12 | 4  | 10 | 35 | 35 | 28 |
| 7.   | TJ Baník Tlučná            | 26 | 9  | 8  | 9  | 45 | 42 | 26 |
| 8.   | TJ Sokol Postřekov         | 26 | 9  | 8  | 9  | 34 | 33 | 26 |
| 9.   | TJ Sokol Staňkov           | 26 | 9  | 6  | 11 | 39 | 35 | 24 |
| 10.  | TJ UD Tachov               | 26 | 9  | 5  | 12 | 41 | 42 | 23 |
| 11.  | TJ Lachema Kaznějov        | 26 | 9  | 3  | 14 | 36 | 52 | 21 |
| 12.  | TJ Slavia Karlovy Vary „B“ | 26 | 7  | 6  | 13 | 26 | 38 | 20 |
| 13.  | TJ Tesla Nýřany            | 26 | 3  | 10 | 13 | 22 | 48 | 16 |
| 14.  | TJ Sokol Blovice           | 26 | 6  | 4  | 16 | 27 | 65 | 16 |

Poznámky:
- Z = Odehrané zápasy; V = Vítězství; R = Remízy; P = Prohry; VG = Vstřelené góly; OG = Obdržené góly; B = Body

|  | Postup do Divize A 1979/80             |
|  | Sestup do příslušné I. A třídy 1979/80 |